# 七飯町
七飯町（ななえちょう）は、北海道渡島総合振興局にある町。

## 地理
渡島半島南部に位置し、函館市から約16 kmの距離にある。七飯町は大沼トンネルを境に南北に分かれており、北部は活火山の北海道駒ヶ岳と大沼・小沼・蓴菜沼を擁する大沼国定公園と水田、酪農・畑作地帯、南部は縦断している国道5号沿いに市街地があり平野部は水田、丘陵部は畑作・果樹地帯となっている。
- 山：北海道駒ヶ岳（1,131 m）、日暮山（303 m）、吉野山（484 m）、貧乏山（501 m）、楢山（592 m）、七飯岳（779 m）、横津岳（1,167 m）、鳴川岳（769 m）
- 河川：大川、鳴川、久根別川、中野川、宿野辺川、雨鱒川、蒜沢川、軍川
- 湖沼：大沼、小沼、蓴菜沼

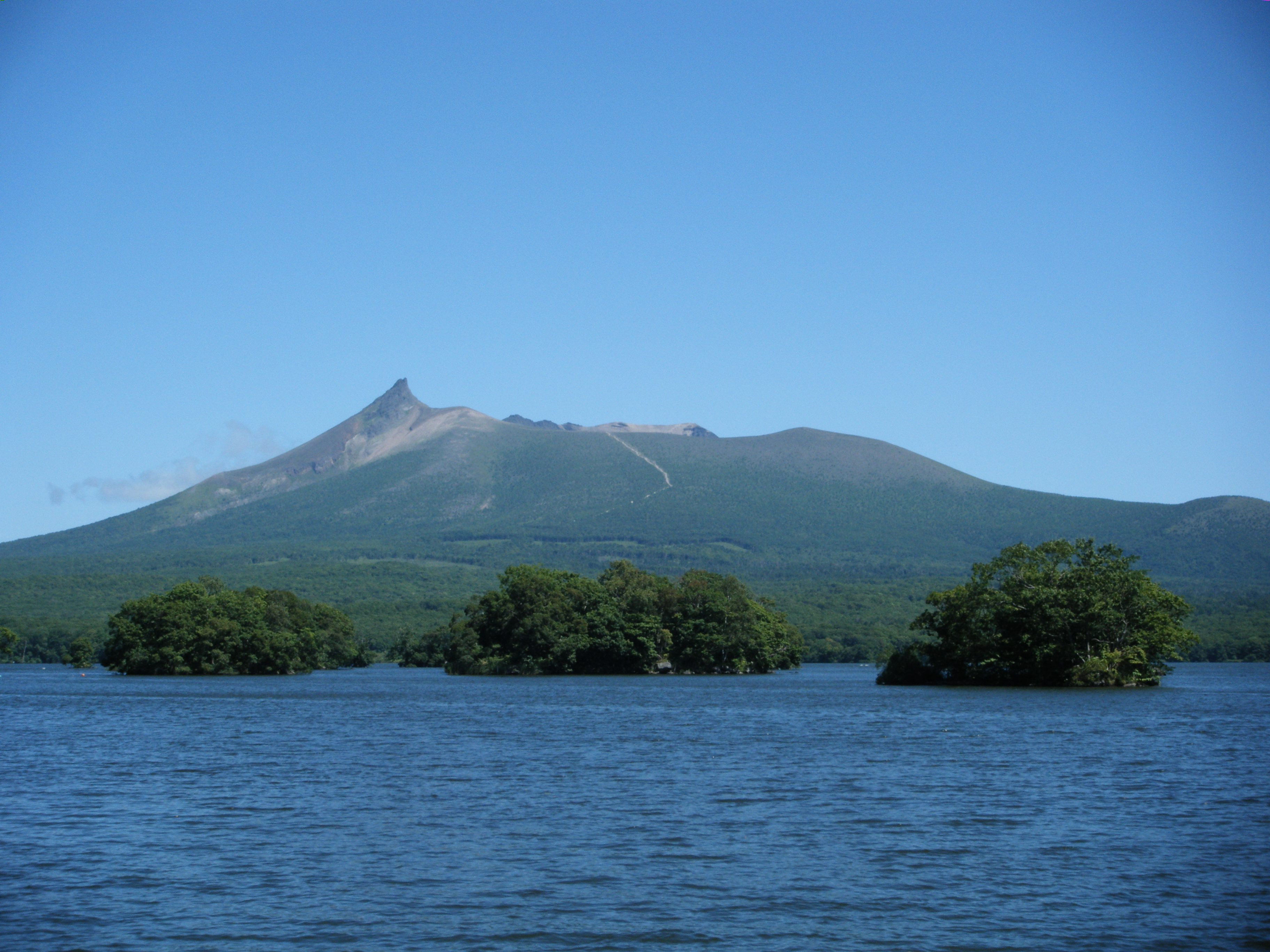
北海道駒ヶ岳（2008年8月）
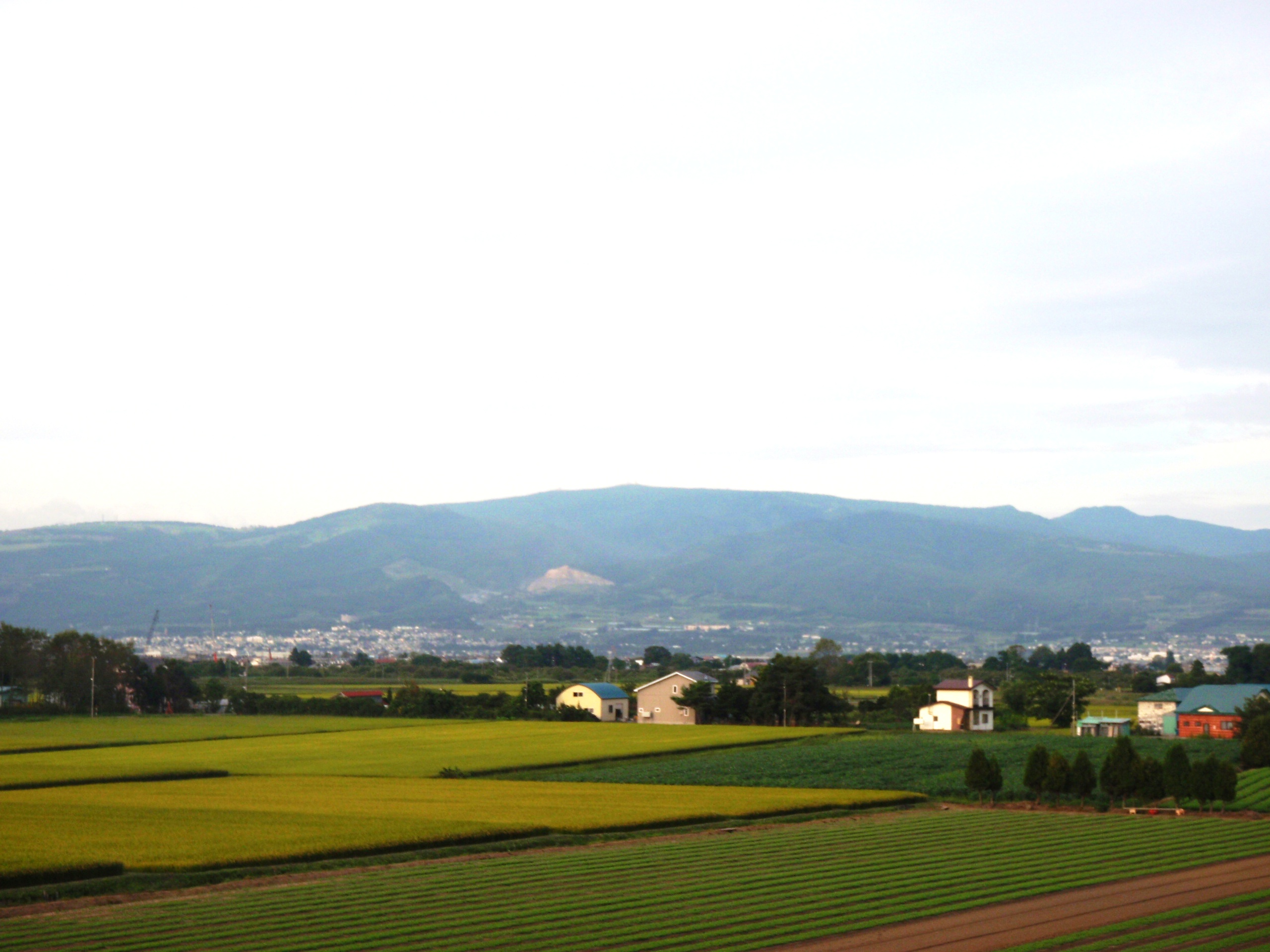
横津岳（2011年8月）
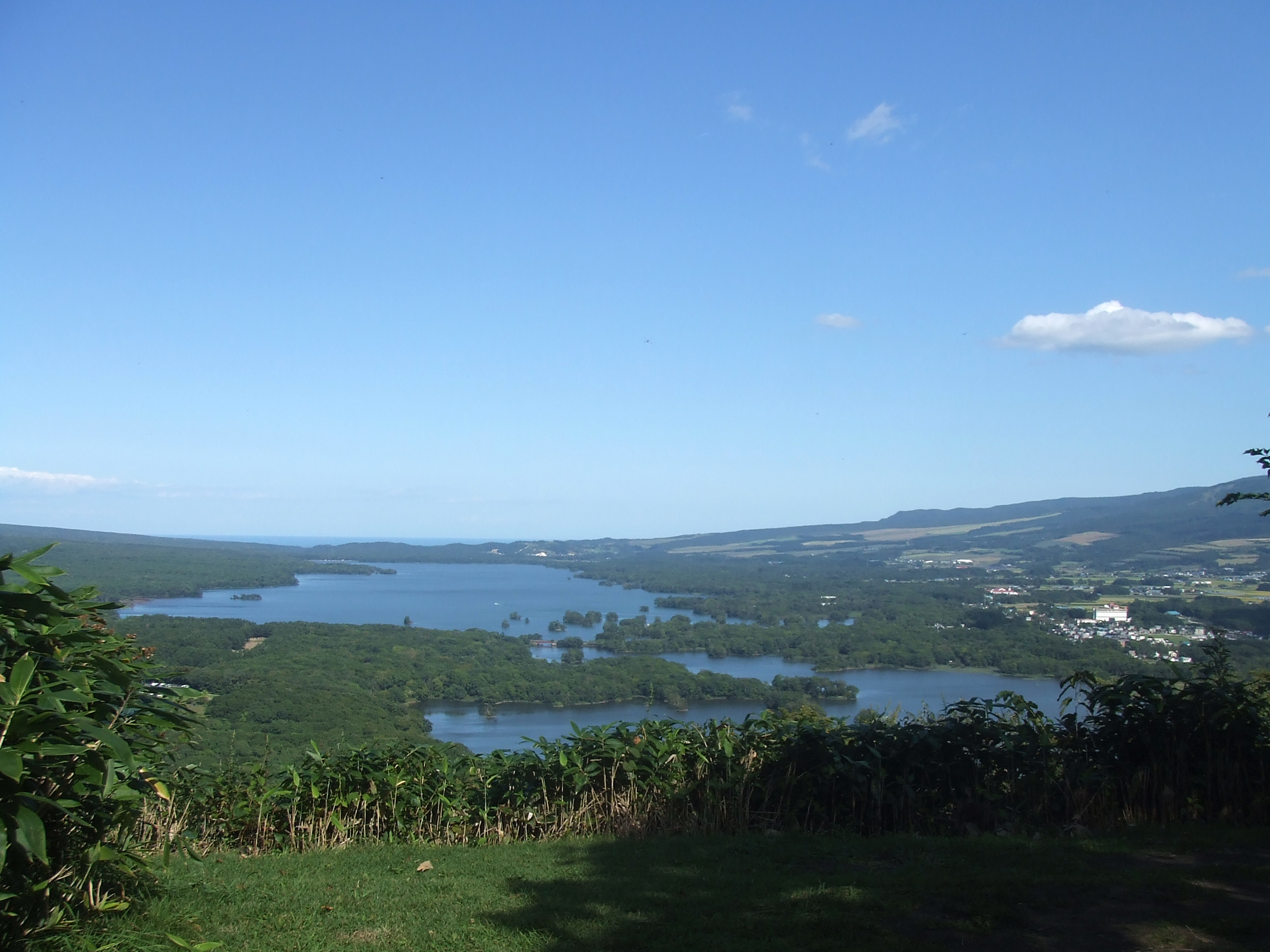
大沼・小沼（2008年9月）
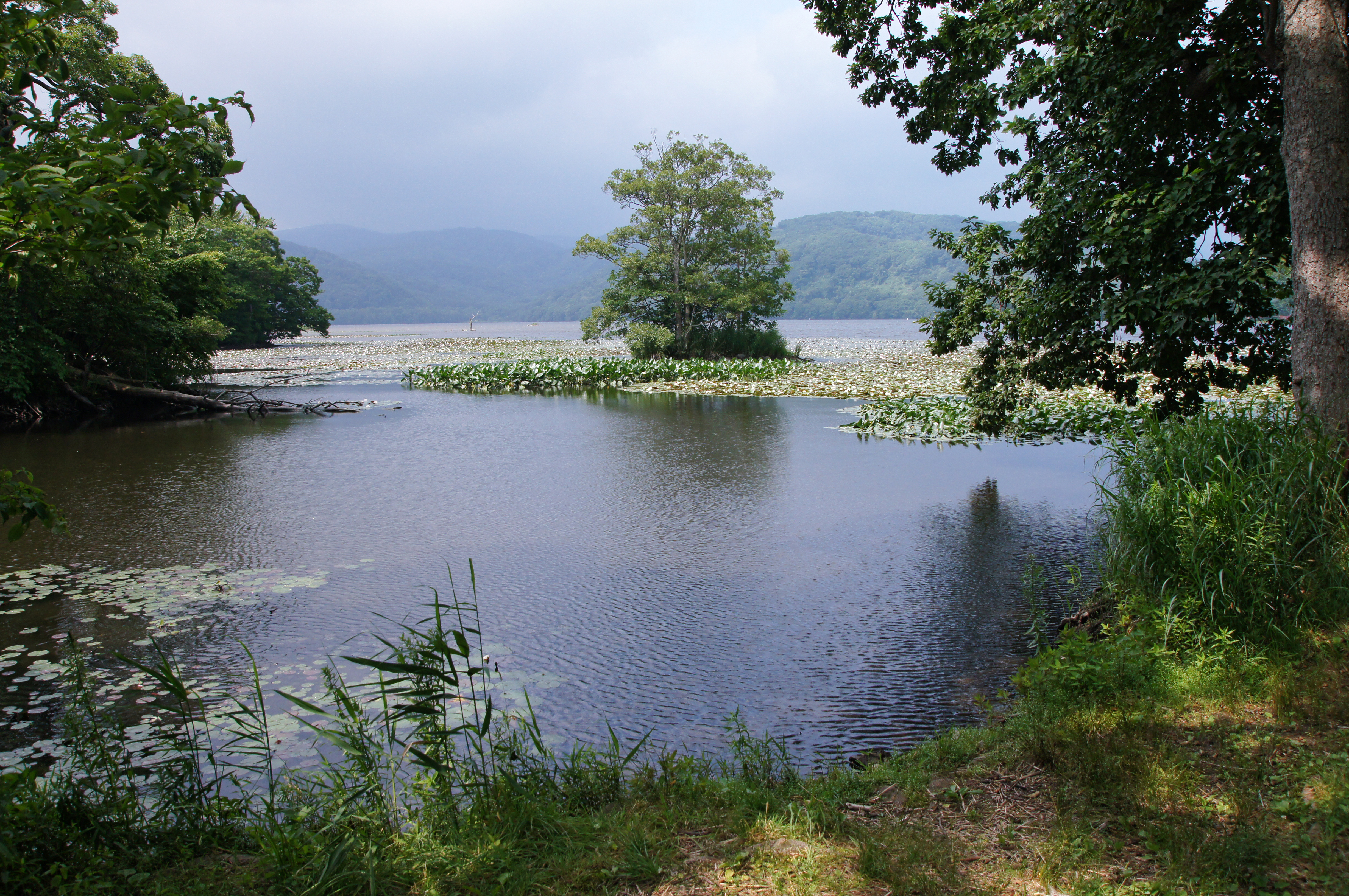
小沼（2012年7月）

### 気候
亜寒帯湿潤気候に属し、平均気温は7.7℃前後と北海道内で最も温暖。降水量は日本国内としては比較的少ない。
| 大沼（1991年 - 2020年）の気候      | 大沼（1991年 - 2020年）の気候 | 大沼（1991年 - 2020年）の気候 | 大沼（1991年 - 2020年）の気候 | 大沼（1991年 - 2020年）の気候 | 大沼（1991年 - 2020年）の気候 | 大沼（1991年 - 2020年）の気候 | 大沼（1991年 - 2020年）の気候 | 大沼（1991年 - 2020年）の気候 | 大沼（1991年 - 2020年）の気候 | 大沼（1991年 - 2020年）の気候 | 大沼（1991年 - 2020年）の気候 | 大沼（1991年 - 2020年）の気候 | 大沼（1991年 - 2020年）の気候 |
| 月                                 | 1月                           | 2月                           | 3月                           | 4月                           | 5月                           | 6月                           | 7月                           | 8月                           | 9月                           | 10月                          | 11月                          | 12月                          | 年                            |
| ---------------------------------- | ----------------------------- | ----------------------------- | ----------------------------- | ----------------------------- | ----------------------------- | ----------------------------- | ----------------------------- | ----------------------------- | ----------------------------- | ----------------------------- | ----------------------------- | ----------------------------- | ----------------------------- |
| 降水量 mm （inch）                 | 62.3 (2.453)                  | 52.6 (2.071)                  | 59.8 (2.354)                  | 75.7 (2.98)                   | 86.8 (3.417)                  | 67.2 (2.646)                  | 104.8 (4.126)                 | 158.1 (6.224)                 | 147.3 (5.799)                 | 98.1 (3.862)                  | 106.1 (4.177)                 | 87.0 (3.425)                  | 1,099 (43.268)                |
| 降雪量 cm （inch）                 | 139 (54.7)                    | 117 (46.1)                    | 92 (36.2)                     | 8 (3.1)                       | 0 (0)                         | 0 (0)                         | 0 (0)                         | 0 (0)                         | 0 (0)                         | 0 (0)                         | 18 (7.1)                      | 111 (43.7)                    | 489 (192.5)                   |
| 平均降水日数 （≥1.0 mm）           | 13.5                          | 11.5                          | 12.2                          | 10.2                          | 10.3                          | 8.2                           | 9.5                           | 9.7                           | 11.0                          | 12.0                          | 13.8                          | 13.8                          | 135.2                         |
| 出典1：Japan Meteorological Agency |                               |                               |                               |                               |                               |                               |                               |                               |                               |                               |                               |                               |                               |
| 出典2：気象庁                      |                               |                               |                               |                               |                               |                               |                               |                               |                               |                               |                               |                               |                               |

### 人口
七飯町の人口は1959年（昭和34年）の精進川鉱山閉山に伴って一時減少したが、函館圏の1つとして漸次増加に転じた。1975年（昭和50年）以降は函館市のベッドタウンとして発展し、1980年（昭和55年）の国勢調査では人口2万人を突破した。
| |                                        |  |
| 七飯町と全国の年齢別人口分布（2005年） | 七飯町の年齢・男女別人口分布（2005年） |  |
| ■紫色 ― 七飯町 ■緑色 ― 日本全国 | ■青色 ― 男性 ■赤色 ― 女性              |  |
| 七飯町（に相当する地域）の人口の推移 \| 1970年（昭和45年） \| 16,745人 \| \| \| 1975年（昭和50年） \| 18,710人 \| \| \| 1980年（昭和55年） \| 21,267人 \| \| \| 1985年（昭和60年） \| 22,607人 \| \| \| 1990年（平成2年） \| 23,963人 \| \| \| 1995年（平成7年） \| 27,040人 \| \| \| 2000年（平成12年） \| 28,354人 \| \| \| 2005年（平成17年） \| 28,424人 \| \| \| 2010年（平成22年） \| 28,468人 \| \| \| 2015年（平成27年） \| 28,120人 \| \| \| 2020年（令和2年） \| 27,686人 \| \| |                                        |  |
| 総務省統計局 国勢調査より |                                        |  |
| 1970年（昭和45年） | 16,745人                               |  |
| 1975年（昭和50年） | 18,710人                               |  |
| 1980年（昭和55年） | 21,267人                               |  |
| 1985年（昭和60年） | 22,607人                               |  |
| 1990年（平成2年） | 23,963人                               |  |
| 1995年（平成7年） | 27,040人                               |  |
| 2000年（平成12年） | 28,354人                               |  |
| 2005年（平成17年） | 28,424人                               |  |
| 2010年（平成22年） | 28,468人                               |  |
| 2015年（平成27年） | 28,120人                               |  |
| 2020年（令和2年） | 27,686人                               |  |

## 歴史
「七飯町史」「七飯町歴史館」参照
- 1532年（天文元年）：七重（現在の七飯町本町）に三嶋神社草創。当時の社地には創建時に植栽したものと伝えられているイチョウが残っており、この頃には和人が定着していたものと考えられている。
- 1576年（天正04年）：大川村（現在の大中山地区）の三嶋神社（現在の大中山神社）草創。
- 1640年（寛永17年）：北海道駒ヶ岳大噴火。
- 1801年（享和02年）：峠下—森間道路開削。
- 1808年（文化05年）：七重村の倉山卯之助が官地を借り受けてマツやスギを育てる。
- 1856年（安政03年）：北海道駒ヶ岳大噴火。八王子千人同心が移住。
- 1858年（安政05年）：八王子千人同心の秋山幸太郎らが蝦夷地在住を願い出て、箱館奉行の指揮下、子弟・家族合わせて40〜50名程度が入植を開始[7]。箱館奉行所が幕府直轄の七重村御薬園（薬園）を設置し、栗本鋤雲が管理。
- 1868年（明治元年）：箱館戦争。峠下・七重などで旧幕府軍と新政府軍の戦いが起こる。
- 1869年（明治02年）：プロイセンの貿易商リヒャルト・ガルトネルが蝦夷島政府と七重、飯田、大川、 中島の土地300万坪を租借する「七重村開墾条約」を締結。土地の占有権をめぐって当地住民とトラブルになる（ガルトネル開墾条約事件）。蝦夷地を北海道と改め、七重は渡島国の亀田郡七重村となる。軍川村が鹿部村から分村。
- 1870年（明治03年）：政府が賠償金を支払うことでガルトネルとの契約を解消し、ガルトネル開墾条約事件が和解に至る。軍川—砂原間道路が東本願寺の直営工事として施行（本願寺道路）。ガルトネル租借跡地に開墾場設置。
- 1871年（明治04年）：開拓使により七重官園（官園）設置（1894年閉鎖）。
- 1872年（明治05年）：札幌本道開通。
- 1876年（明治09年）：明治天皇の七重農業試験場行幸を記念して、札幌本道沿いにアカマツを移植（現在の「赤松街道」）。
- 1879年（明治12年）：大川村と中島村が合併して大中山村、七重村と飯田村が合併して七飯村となる。
- 1880年（明治13年）：七飯外5カ村戸長役場（七飯・軍川・城山・藤山・峠下・鶴野）を七飯に設置。桔梗村外3カ村戸長役場（大中山・赤川・石川・桔梗）設置。
- 1881年（明治14年）：藤山村と城山村が合併して藤城村となる。
- 1885年（明治18年）：大中山村が七飯外5カ村戸長役場に編入。
- 1888年（明治21年）：茅部・山越郡役所と亀田・上磯郡役所が合併し亀田外3郡役所を七飯村に設置。七飯警察署開設。
- 1895年（明治28年）：七飯消防組創設。
- 1897年（明治30年）：宇喜多秀夫が大沼の観光地としての将来性に注目し、香川県から20数名の同郷の仲間達を引きつれ軍川に入植。
- 1899年（明治32年）：亀田支庁が函館支庁と改称し、函館に移転。
- 1902年（明治35年）：北海道2級町村制施行し、七飯村となる。函館—本郷間鉄道開通（七飯駅開業）。
- 1903年（明治36年）：七飯電信郵便局を七飯郵便局と改称。本郷—森間鉄道開通（軍川駅開業）。
- 1905年（明治38年）：大沼公園が道立公園に指定。
- 1907年（明治40年）：北海道1級町村制施行。
- 1908年（明治41年）：七飯警察署を廃止し、七飯巡査駐在所設置。大沼公園駅開業。函館水電銚子口第1発電所竣工。
- 1912年（明治45年）：函館訓練院（現在の北海道立大沼学園）創立。
- 1916年（大正05年）：道立大沼公園が「日本新三景」選定。
- 1922年（大正11年）：道立大沼公園が正式に開設。
- 1927年（昭和02年）：大沼電鉄（大沼—鹿部間）運行開始。
- 1929年（昭和04年）：北海道駒ヶ岳大噴火。
- 1945年（昭和20年）：大沼電鉄休業。国鉄（日本国有鉄道）砂原線開通（池田園駅・銚子口駅開業）。
- 1947年（昭和22年）：七飯村役場大沼出張所開設。
- 1948年（昭和23年）：大沼電鉄が路線距離を短縮し運行再開（1952年廃止、翌年解散）。
- 1955年（昭和30年）：字番地改正、大字を廃止し20字となる。
- 1957年（昭和32年）：町制施行し、七飯町となる。
- 1958年（昭和33年）：道立大沼公園が国立公園（大沼国定公園）指定。
- 1968年（昭和43年）：当町内にて19歳の少年永山則夫がタクシー運転手を射殺する事件が発生（永山則夫連続射殺事件の第3の事件）。
- 1971年（昭和46年）：東亜国内航空機「ばんだい号」が横津岳に墜落。乗客・乗員68人全員が死亡（ばんだい号墜落事故）。
- 1972年（昭和47年）：南渡島消防事務組合発足。
- 1977年（昭和52年）：開基100年記念式典挙行。
- 1979年（昭和54年）：北海道・本州間連系設備（北本連系）運用開始。北海道七飯養護学校開設。
- 1981年（昭和56年）：七飯町大沼森林公園オープン。『大沼世界動物博覧会』開催。
- 1983年（昭和58年）：北海道七飯高等学校開校。
- 1984年（昭和59年）：函館地域が「テクノポリス」指定。七飯町役場新庁舎完成。函館大沼七飯スキー場（現在の函館七飯スノーパーク）オープン。
- 1986年（昭和61年）：赤松並木が「日本の道100選」選定。
- 1988年（昭和63年）：『第42回全国レクリエーション大会』開催[8]。
- 1990年（平成02年）：赤松並木の愛称募集し、「赤松街道」となる。函館大沼プリンスホテルオープン。
- 1992年（平成04年）：七飯町大沼国際セミナーハウスオープン。
- 1993年（平成05年）：北海道南西沖地震発生。
- 1994年（平成06年）：大中山町民センター（大中山コモン）完成。
- 1996年（平成08年）：七飯町文化センター落成。赤松街道が「歴史国道」指定。
- 1997年（平成09年）：アメリカ合衆国コンコードと「姉妹都市」提携。
- 1998年（平成10年）：国道5号大沼トンネル上り線開通し、藤城から西大沼までの5.5kmが4車線化。七飯町歴史館開館。
- 1999年（平成11年）：七飯町健康センター「アップル温泉」オープン。香川県三木町と「姉妹都市」提携。
- 2000年（平成12年）：函館新道函館IC—七飯本町IC間開通[9]。七飯町大沼国際交流プラザオープン。東大沼多目的グラウンド「トルナーレ」オープン。
- 2001年（平成13年）：函館新道七飯本町IC—七飯藤城IC間開通。「SL函館大沼号」運行開始（2014年運行終了）。
- 2002年（平成14年）：流山温泉駅開設。
- 2003年（平成15年）：大沼自然ふれあいセンターオープン。国立療養所北海道第一病院移譲し、ななえ新病院開院（2006年新病棟竣工）。
- 2004年（平成16年）：鹿部町との合併を断念し、法定協議会解散[10]。
- 2006年（平成18年）：なるかわ病院移転新築。
- 2008年（平成20年）：上藤城・藤城・峠下・仁山地区が「準都市計画区域」指定。
- 2012年（平成24年）：大沼が「ラムサール条約」登録湿地となる[11]。
- 2016年（平成28年）：北海道新幹線開業し、函館新幹線総合車両所開設。
- 2018年（平成30年）：道の駅なないろ・ななえオープン。
- 2022年（令和4年）：町内にあった流山温泉駅、池田園駅が廃止、銚子口駅が旅客扱い廃止(信号場として存続)

## 姉妹都市
- コンコード（アメリカ合衆国マサチューセッツ州）
  - 1997年（平成9年）11月15日提携[12]
- 木田郡三木町（香川県）
  - 1999年（平成11年）10月11日提携[13]

## 行政
役場
- 七飯町役場
  - 大沼出張所、大中山出張所

## 町議会
「議会の概要について」参照
- 議員定数14人
- 定例会（3月・6月・9月・12月）
- 臨時会
- 委員会
  - 議会運営委員会
  - 常任委員会（総務経済・民生文教)
  - 特別委員会（決算審査・予算審査・議会活性化・新交通体系と観光に関する調査・防災・災害対策等に関する調査・七飯町議会広報広聴）

## 公共施設
- 七飯町文化センター
- 七飯町歴史館
- 大中山コモン
- 七飯町図書室
- 七飯町健康センター（アップル温泉）
- 七飯町保健センター
- 七飯町リサイクルセンター
- 七飯町一般廃棄物最終処分場
- 七飯町火葬場 ななえ斉苑

## 公的機関
警察
- 函館中央警察署七飯交番、七飯南駐在所、峠下駐在所、大沼駐在所

消防
- 南渡島消防事務組合七飯消防署
  - 大中山分遣所、大沼分遣所

電力
- 電源開発北海道・本州間連系設備（北本連系）函館変換所・北地域流通システムセンター

病院
- ななえ新病院
- なるかわ病院

その他
- 南渡島衛星施設組合南渡島衛生センター

## 教育機関
高等学校
- 北海道七飯高等学校

義務教育学校
- 七飯町立大沼岳陽学校
  - 鈴蘭谷分校
    - なお、鈴蘭谷分校は、児童福祉法に基づいて設置されている児童自立支援施設「北海道大沼学園」に入所する児童生徒が在籍する学校である[15][16][17]。

中学校
- 七飯町立七飯中学校
- 七飯町立大中山中学校

小学校
- 七飯町立大中山小学校
- 七飯町立峠下小学校
- 七飯町立藤城小学校
- 七飯町立七重小学校

特別支援学校
- 北海道七飯養護学校
- 北海道七飯養護学校おしま学園分校
- 北海道北斗高等支援学校

保育所・認定子ども園
- 七飯町立大中山保育所[18]
- みどり保育園[18]
- 藤城保育園[18]
- 大沼保育園[18]
- 七飯ほんちょう保育園[18]
- 認定こども園どんぐり[18]
- ななえ大川保育所[18]

幼稚園
- 七飯マリア幼稚園
- 中村学園 七飯南幼稚園
- つくしんぼ学級

大学（研究施設）
- 北海道大学北方生物圏フィールド科学センター七飯淡水実験所[19]

学校教育以外の施設
- 北海道立大沼学園

## 経済・産業
基幹産業である農業は、水稲をはじめ、ダイコン、ネギ、ニンジンなどの畑作、リンゴ、ブドウなどの果樹と生産品目が多岐に渡り、大沼地区では酪農、畜産も行われる。カーネーションなどの草花（花卉）栽培も盛んになっている。明治初期にリヒャルト・ガルトネル（R.ガルトネル）によって洋種農作物の栽培が行われ、川田龍吉によって男爵いもの栽培が行われた由緒ある地である。水産業は移植・ふ化の養殖業による水産品があり、大沼のワカサギやエビ、蓴菜沼のジュンサイが有名となっている。工業では1973年（昭和48年）に北海道内初となるIC（集積回路）工場が操業したことなどから先端技術産業の割合が高い。商業は大沼地区に観光商店街が形成されているほかは商店街形成された地区はなく、個人商店や小型チェーン店が散在している。本町・大中山地区などに大型小売店も立地するが、生活圏である函館市や北斗市に購買力が流出している傾向がみられる。

### 立地企業
50音順
- 小原
- ケーアイシー
- ジェイデバイス
- 鈴木商会
- 鶴雅観光開発（鶴雅ホールディングス）
- 電源開発
- どさんこミュゼ
- はこだてわいん
- ハセガワストア
- 日乃出食品
- プリンスホテル（西武グループ）
- 北海道キヨスク
- 松江エンジニアリング
- ヤマトタカハシ
- ラッキーピエロ
- ロバパン（フジパングループ）

### 組合
- 新函館農業協同組合（JA新はこだて）
- 大沼漁業協同組合
- 七飯町森林組合
- 七飯町果樹組合
- 七飯町野菜生産出荷組合
- 七飯町酪農組合
- 大沼黒毛和種生産組合

### 商業施設
スーパーマーケット
- 魚長
  - スーパー魚長桜町店
  - 生鮮げんき市場 希望ヶ丘店
- 道南ラルズ（アークスグループ）
  - スーパーアークス七飯店
  - スーパーアークス七飯サウス

### 金融機関
- 道南うみ街信用金庫七飯支店
- 渡島信用金庫赤松街道支店
- JAバンク北海道（北海道信用農業協同組合連合会）JA新はこだて 七飯支店、大沼支店、大中山支店

### 郵便局
- 七飯郵便局（集配局）：市街地・大中山・仁山地区
- 大沼郵便局（集配局）：大沼・軍川地区
- 大中山郵便局
- 七飯大川簡易郵便局
- 緑町簡易郵便局
- 峠下簡易郵便局
- 軍川簡易郵便局

### 宅配便
- ヤマト運輸函館主管支店
  - あかまつ街道センター
  - 鹿部センター（所在地は鹿部町）
- 佐川急便函館営業所（所在地は函館市）
- 福山通運函館支店（所在地は北斗市）

## 交通

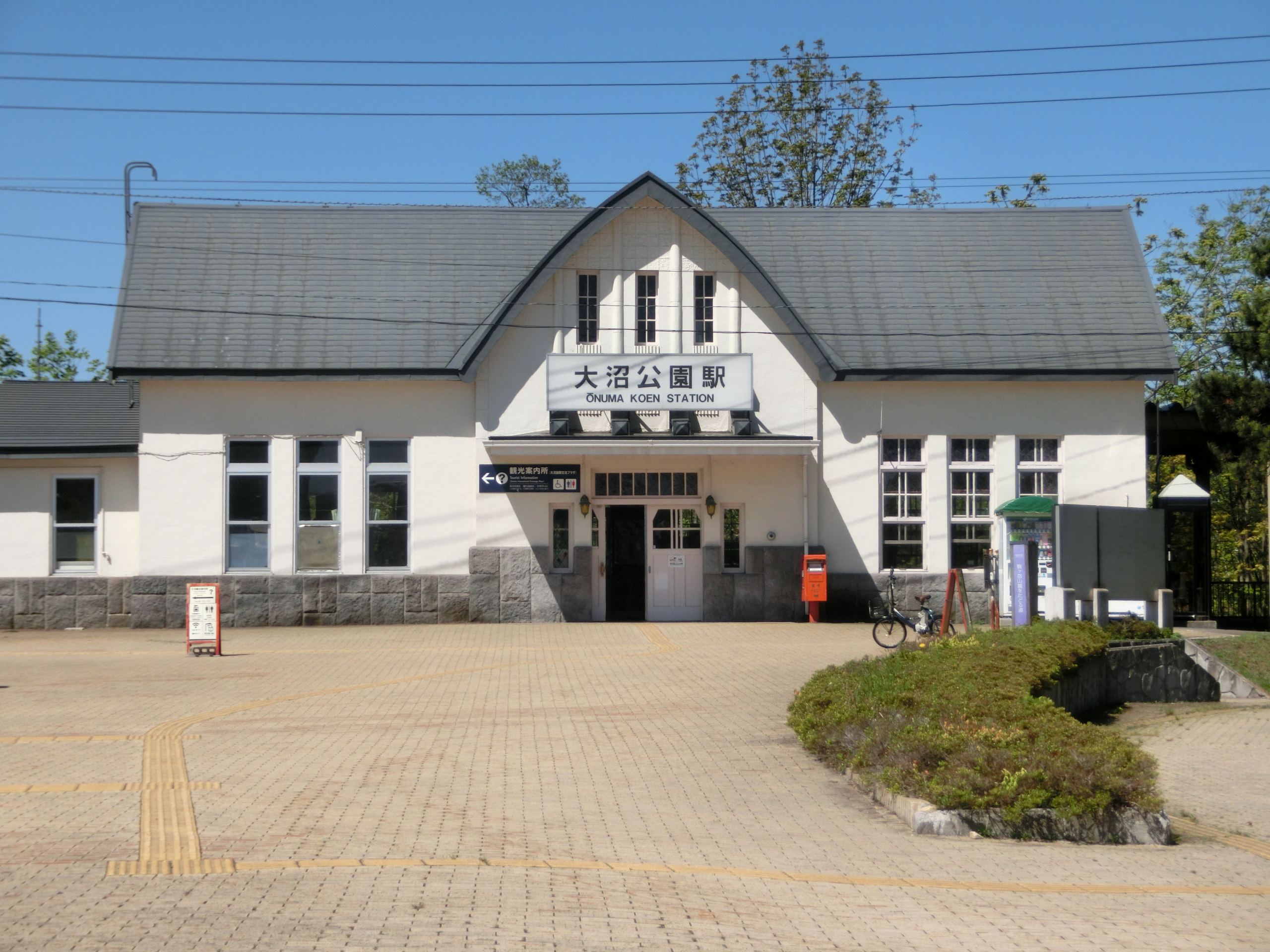
大沼公園駅（2018年5月）

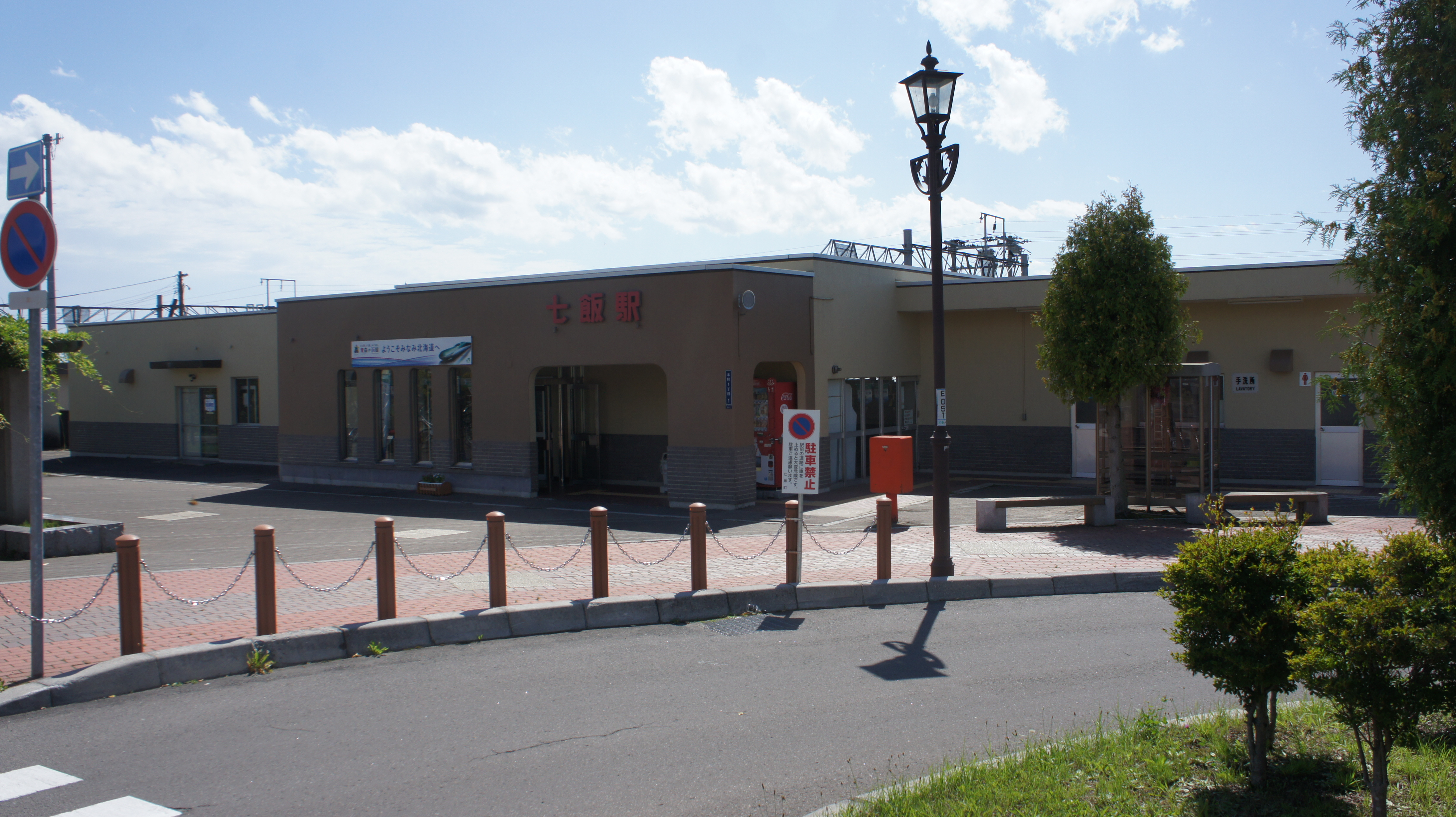
七飯駅（2017年8月）

### 鉄道

#### 新幹線
北海道旅客鉄道（JR北海道）
- 北海道新幹線：函館新幹線総合車両所

#### 鉄道路線
北海道旅客鉄道（JR北海道）
- 函館本線：大沼公園駅 - 大沼駅 - 仁山駅 - （新函館北斗駅） - 七飯駅 - 大中山駅

#### 廃線
廃止となった鉄道
- 大沼電鉄
  - 1945年廃止時：大沼公園駅 - 大八湾駅 - 池田園駅 - 銚子口駅 - 大沼温泉駅
  - 1952年廃止時：新銚子口駅 - 大沼温泉駅

#### 廃駅
廃止となった駅
北海道旅客鉄道（JR北海道）
- 函館本線
  - 銚子口駅 - 流山温泉駅 - 池田園駅

### 索道
- 鈴木商会
  - 函館七飯ゴンドラ（4月下旬から10月下旬）[25]

### バス

#### 路線バス
- 函館バス
- 大沼交通

#### 高速バス
都市間バス
- 北海道中央バス・道南バス・北都交通による共同運行

### タクシー
北海道運輸局による「一般乗用旅客自動車運送事業（タクシー）の自動認可運賃等」では「北海道C地区」の運賃となる。
- からまつハイヤー
- ほくとハイヤー
- 桔梗ハイヤー

### 道路
町内を通る幹線道路は、シーニックバイウェイの「函館・大沼・噴火湾ルート」になっている。

#### 高速道路
- 北海道縦貫自動車道：七飯IC（事業中）
- 高速自動車国道に並行する一般国道自動車専用道路（A'路線）
  - 函館新道：七飯大川IC - 七飯本町IC - 七飯藤城IC

#### 国道
- 国道5号

#### 道道
主要地方道
- 北海道道43号大沼公園鹿部線
- 北海道道96号上磯峠下線

一般道道
- 北海道道264号七飯療養所線
- 北海道道338号大沼公園線
- 北海道道676号七飯大野線
- 北海道道969号大野大中山線
- 北海道道1176号新函館北斗停車場七飯線

#### 道の駅
- 道の駅なないろ・ななえ

### 航路

#### 船舶
- 大沼合同遊船
  - 遊覧船（5月から10月まで定期運航、4月、11月、12月は不定期運航）[28]

## 文化財
「町指定文化財」参照
町指定
- 迫田家文書（235点）
- 飯田甚兵衛の地蔵
- 官私山林区別絵図
- 峠下村絵図

## 選定
- 日本新三景「大沼」（ポロト―）
- 日本の道100選「赤松並木」
- 新・日本街路樹百景「赤松街道」[29]
- 歴史国道「赤松街道」
- 土木学会選奨土木遺産「札幌本道赤松並木」[30]
- 日本紅葉の名所100選「大沼」
- 北の造園遺産「大沼公園」[31]、「赤松街道」[32]
- ラムサール条約登録湿地「大沼」[11]
- 新日本歩く道紀行における歩いておきたい1000の道「大沼湖周遊道路」[33]、「赤松街道」[34]

## 観光・レジャー
- 大沼・小沼
- 蓴菜沼
- 日暮山
- 七飯町大沼国際交流プラザ
- 七飯町大沼森林公園
- 東大沼キャンプ場
- パド・ミュゼ[35]
- 道の駅なないろ・ななえ
- はこだてわいん葡萄館本店[36]
- 七飯町歴史館
- 城岱牧場
- 観光農園
- 赤松街道

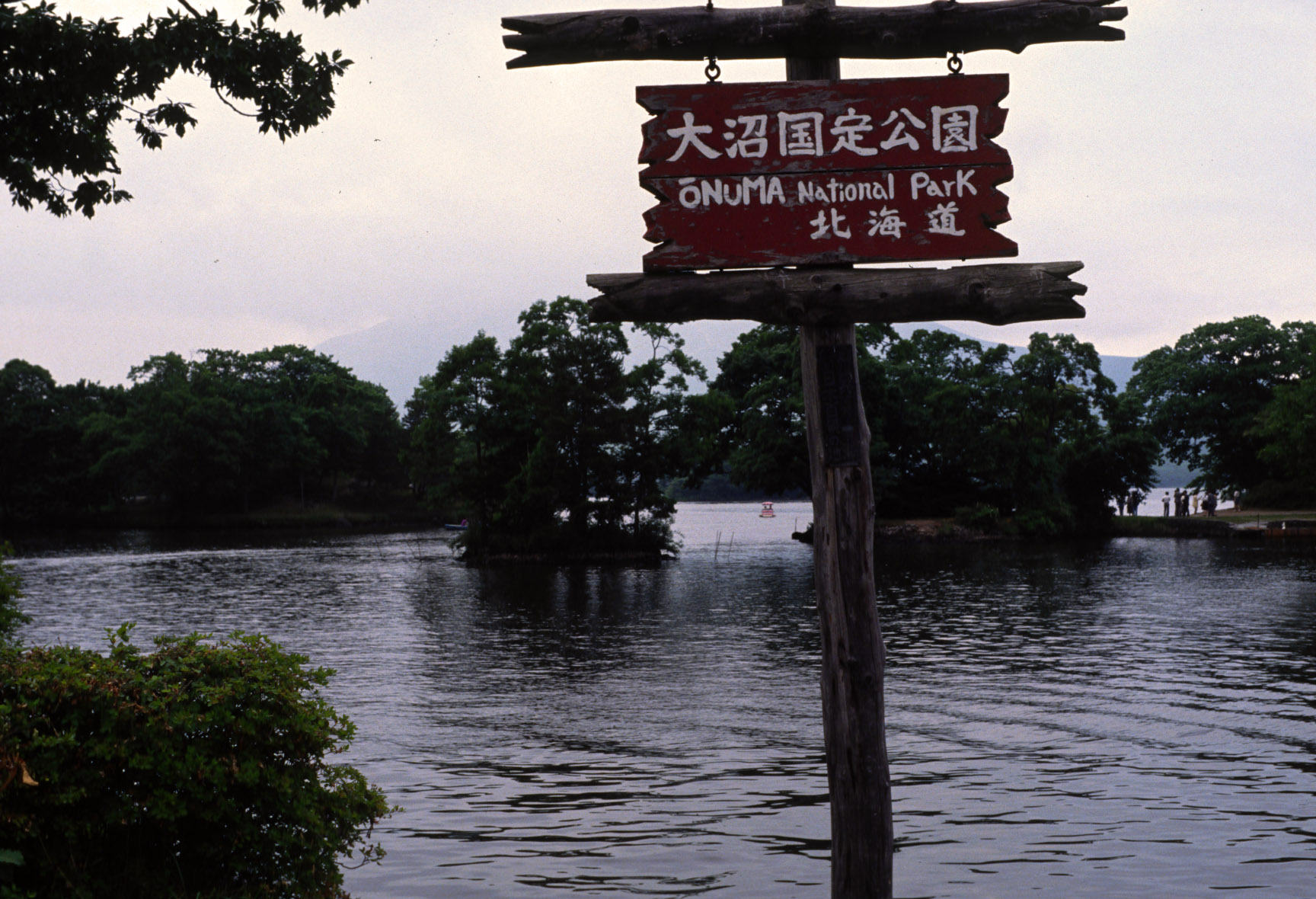
大沼国定公園（2005年7月）
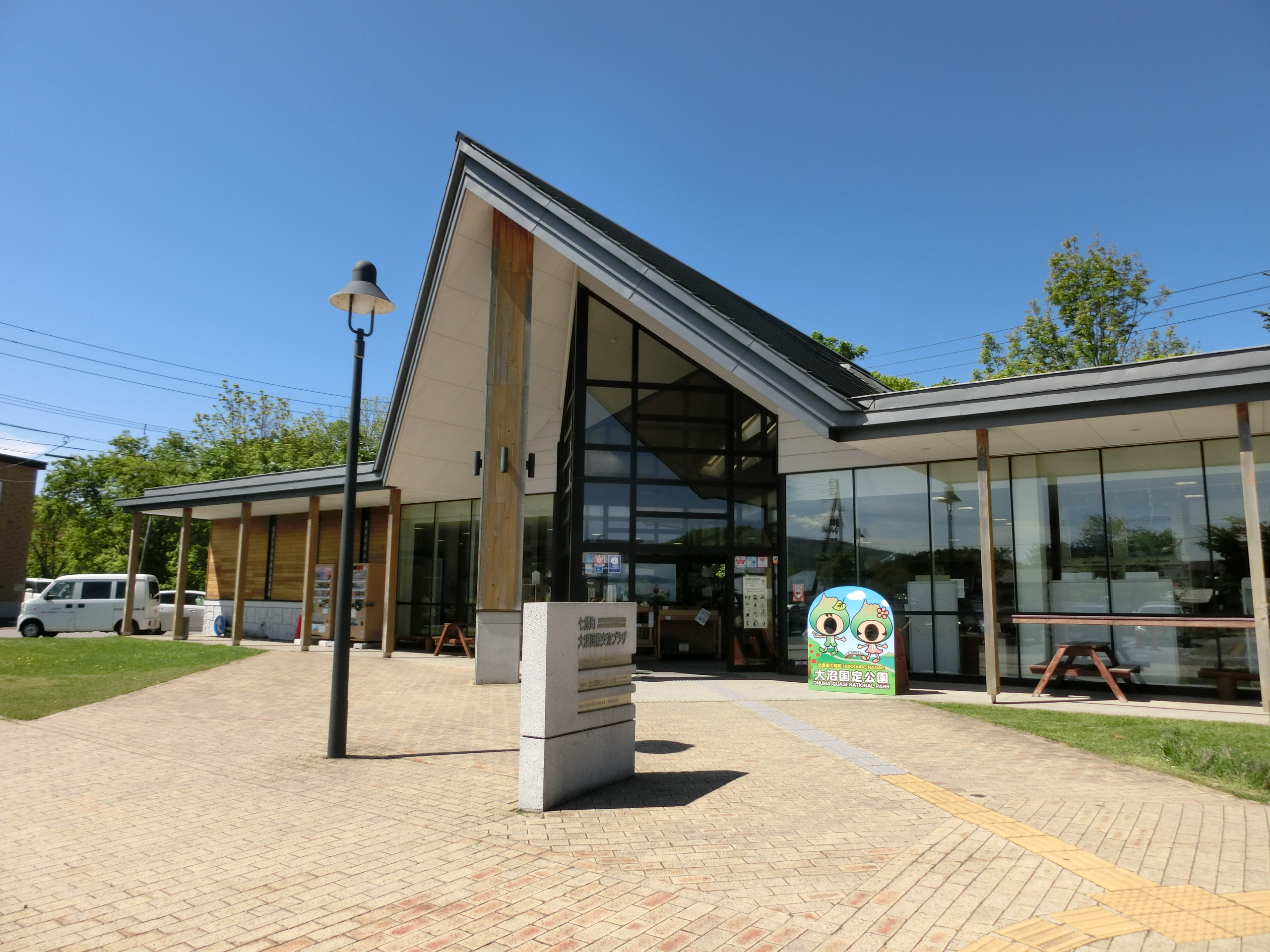
七飯町大沼国際交流プラザ（2018年5月）
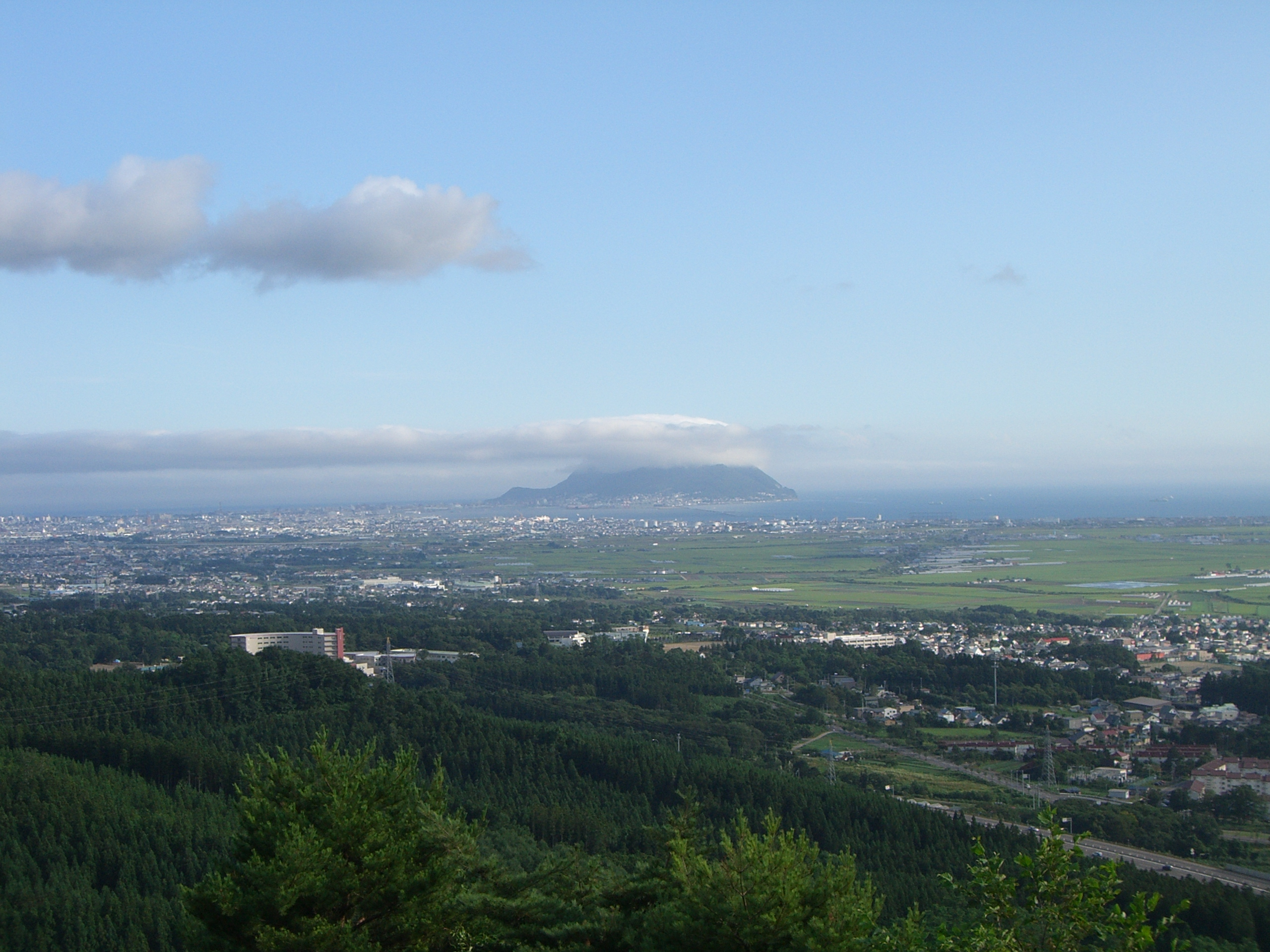
城岱牧場から函館山方面を望む（2006年8月）

ゴルフ場・スキー場
- 北海道カントリークラブ
  - 大沼コース
  - プリンスコース
- 函館七飯スノーパーク
- ニヤマ高原スキー場[37]

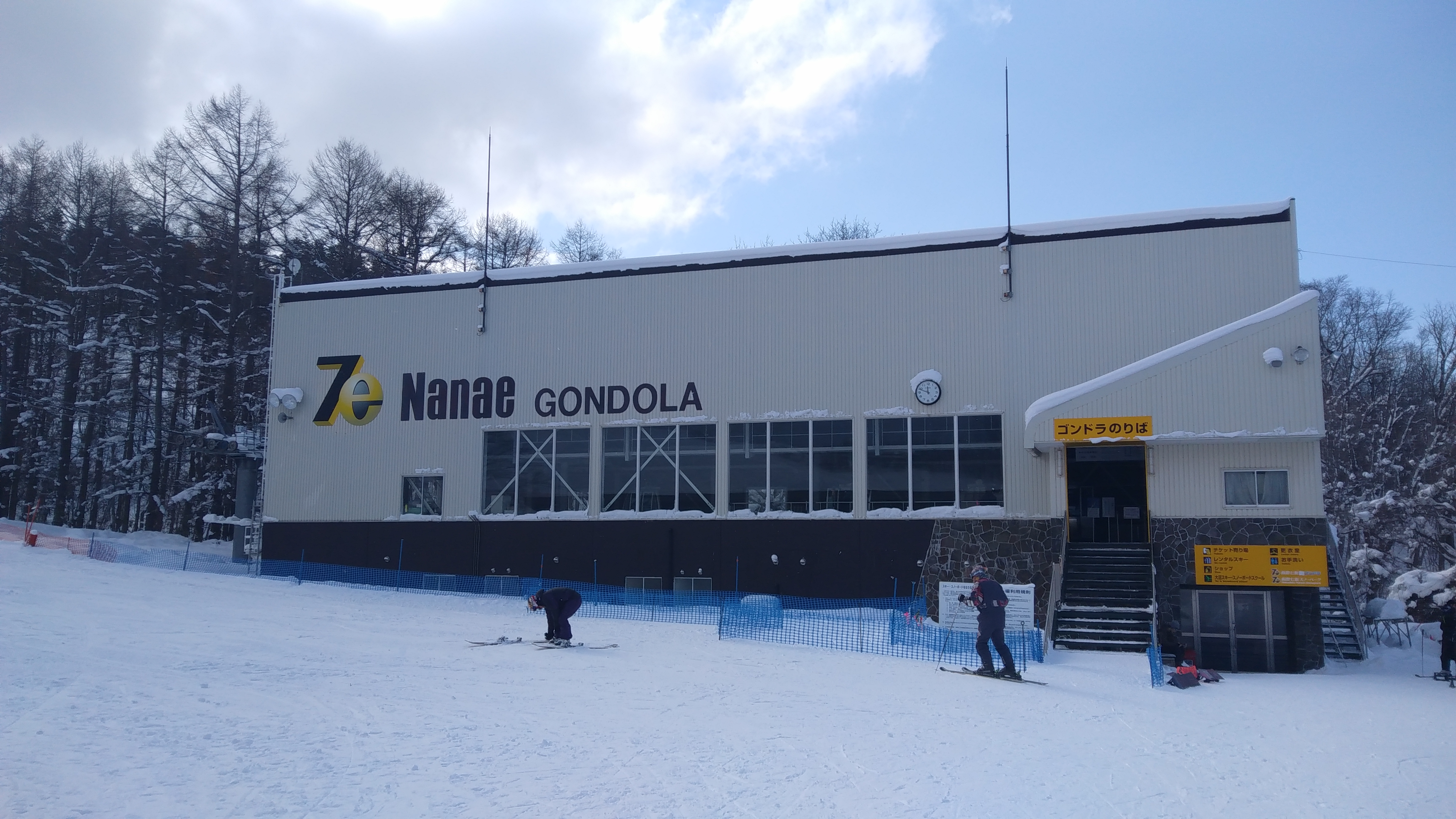
函館七飯スノーパークの七飯ゴンドラ山麓駅・センターハウス（2018年2月）
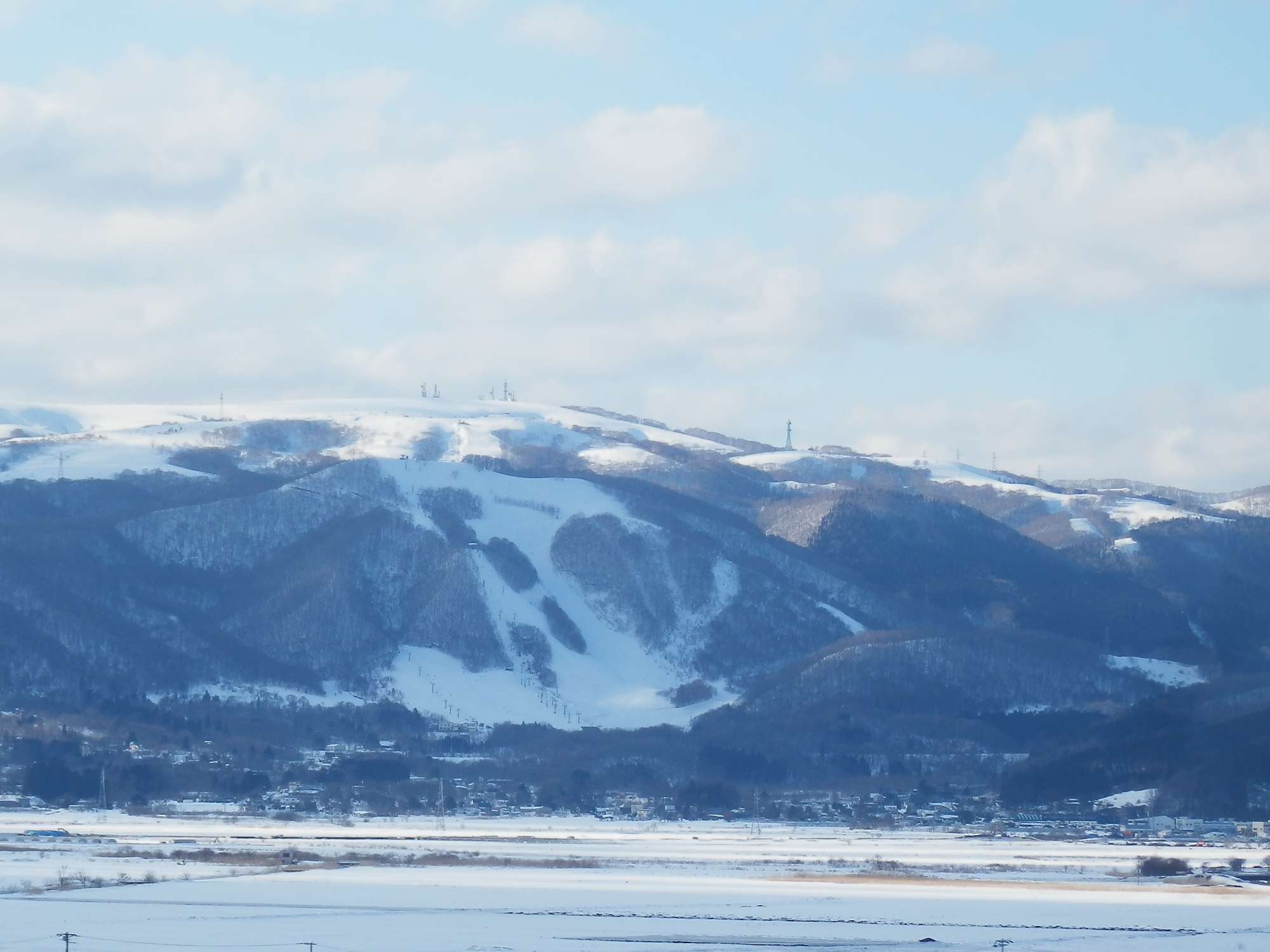
ニヤマ高原スキー場（2014年2月）

## 祭事・催事
- 大沼函館雪と氷の祭典（2月）
- 大沼湖畔駅伝競走大会（5月）
- 大沼湖水まつり（7月）
- GREAT EARTH 函館大沼ライド（9月）
- 北海道大沼グレートラン・ウォーク（10月）

## 名産・特産
「物産・特産品」参照
- はこだて大沼牛・はこだて大沼黒牛
- 日本一きびだんご
- 王様しいたけ
- ワカサギ
- ジュンサイ
- 大沼だんご
- 二色だんご
- はこだてわいん
- 大沼ビール
- コアップガラナ
- 山川牛乳

## 人物
50音順

### 出身人物
- 石井千恵（モデル）
- 石岡雅敬（シンガーソングライター）
- 一ノ濵善之助（元大相撲力士）
- 鍵谷陽平（プロ野球選手）
- 小村淳（ラグビー元日本代表選手）
- 田中清玄（実業家、政治活動家、フィクサー）
- 富原孝（詩人、ジャーナリスト）
- 野口大介（プロバスケットボール選手）
- 槇大輔（声優、ナレーター。七飯町観光大使）
- 三澤純一（元サッカー選手）

### ゆかりのある人物
- 新井満（作家、音楽家、写真家。『千の風になって』作曲者）
- エドウィン・ダン（獣医師。お雇い外国人）
- 川田龍吉（実業家。男爵いも生みの親）
- 菊池楯衛（「青森りんごの始祖」と呼ばれる人物。園芸学者菊池秋雄の父）
- 栗本鋤雲（七重村に御薬園を開き、のち箱館奉行に任ぜられる）
- 佐藤秀峰（漫画家。大沼小学校卒業）
- 谷村志穂（小説家。七飯町観光大使）
- 本多静六（林学博士、造園家）
- 湯地定基（政治家、薩摩藩士）

## 七飯町を舞台にした作品

### 小説
・クラウドの城（大谷睦）　
アニメ
・タコピーの原罪（タイザン5）

## 町民憲章
七飯町民憲章

## 参考資料
- “七飯町地域防災計画” (PDF). 七飯町防災会議 (2013年). 2016年1月1日閲覧。
- “大沼パンフレット”. 2016年1月1日閲覧。
- “七飯大沼マップ” (PDF). 2016年1月1日閲覧。